# Loans Management
SAP Loans Management sind zwei Core-Banking-System-Module der SAP Industry-Solution-Banking, die auf verschiedenen SAP-Servern laufen, jedoch in weiten Bereichen die gleichen Darlehens-Kernprozesse unterstützen. Der Hauptunterschied ist, dass CML ohne Verdichtung jeden einzelnen Geschäftsvorfall realtime ins Hauptbuch bucht. Diese Vorgehensweise entspricht der historischen Grundidee der Realtimebuchung von R/3, wie sie alle klassischen SAP-Module innehaben. Durch die riesige Menge an Buchungsstoff vor allem bei der parallelen Buchführung gemäß verschiedenen Rechnungslegungsvorschriften (Multi-GAAP-Accounting) muss dieses Prinzip ab einer gewissen Menge von Summensätzen im Hauptbuch durchbrochen werden. Diese Menge von Summensätzen wird bei Retailbanken und vor allem im Konsumentenkreditgeschäft mit monatlichen Zins-, Gebühren- und Tilgungssätzen leicht überschritten.

## Loans on ERP (früher CML Consumer, Corporate and Mortgage Loans)
Das Modul wird seit etwa 1992 entwickelt und ist Teil von R/3. Es nutzt insofern SAP Netweaver als technische Plattform. Es wird zusammen SAP ERP installiert (deployed) und ist als Teil der SAP Business Suite bzw. SAP S/4 HANA nach wie vor im Einsatz. Es kann die Produktarten auf Basis der von SAP programmierten Produkttypen Hypothekendarlehen, Schuldschein-, Policen-, Konsumentenkredite, Ratendarlehen und  Allgemeine Darlehen verwalten. Der Unterschied zwischen den Produkttypen ist, dass sie verschiedene Aktivitäten im Lebenszyklus besitzen, d. h. verschiedene Massenläufe und Transaktionen und zum Teil verschiedene Felder haben. Vom Look-and-Feel ist es ein klassisches SAP-Modul, vergleichbar mit MM oder SD. Angesiedelt ist es im Bereich Rechnungswesen.
Grundlage ist das Modul Bank Account Management (BCA) für die grundlegenden Bankfunktionalitääten, das ebenfalls Teil von SAP R/3 ist und auch aktuell in der SAP Business Suite bzw. SAP S/4 HANA vorhanden ist.

## Loans on Platform
ist das neue Modul, das auf einem SAP Netweaver Server programmiert wurde, also ohne SAP ERP. Es setzt die Lösung SAP Deposits Management, also die SAP Bankenplattform (siehe unten) voraus. Auf Basis des alten BCA wurde das Account Management für die deutsche Postbank programmiert. Heute heißt das Modul Deposits Management. Im Release 6.0 wurde eine Darlehensverwaltung auf dieser Basis dazuprogrammiert, die aber mit dem, was man aus dem CML kennt, nichts zu tun hat. Auch die Lösung SAP Deposits Management weicht funktional von der Lösung BCA ab.
Hauptnachteil dieses Moduls ist, dass man als Buchungsschnittstelle zwingend den Bank Analyzer AFI (Accounting for Financial Instruments) benötigt, jedenfalls für Darlehen nach dem Sollprinzip (= Darlehen mit Sollstellung auf Basis Zahlungsplan), da sonst keine Hauptbuch-Buchungssätze fortgeschrieben werden. Zudem besitzt das Modul keine Offene-Posten-Verwaltung, womit zusätzlich auch das Vertragskontokorrent eingeführt werden muss. Ebenso verwendet das Modul nicht wie CML standardmäßig den Debitor (FI-AR) und die Bankbuchhaltung (FI-BA) zur Anbindung an den Zahlungsverkehr. Deswegen erfordert Loans on Platform zwingend auch die SAP Payment Engine oder ein anderes Zahlungsverkehrssystem zum Datenaustausch mit einer Clearingbank (z. B. LZB). Zur Anbindung der Vertriebskanäle, z. B. Filialvertrieb, bietet Loans on Platform BAPIs und Webservices. Die relativ einfachen SAP-GUI-Transaktionen, die für eine Darlehensanbahnung in einer Filiale nicht nutzbar sind, können dafür im Allgemeinen nicht genutzt werden. SAP bietet dafür in ihrem CRM-Server das Modul Account Origination (AO) an.
Die größten Vorteile von Loans on Platform sind die Möglichkeit der Parallelisierung von Massenläufen, die komprimierte Hauptbuchanbindung und die sehr hohe Anzahl von Interfaces, die die Tür zu einer serviceorientierten Architektur einer Bank öffnen. Es ist gegenüber dem CML für Tier-1-Banken der Vorzug zu geben, da es ungleich höhere Buchungsvolumina sowohl im Tagesabschluss als auch in der Monatsendeverarbeitung bewältigen kann.

## SAP Bankenplattform
Die neue SAP Bankenplattform ist eine vom ECC 6.0 verschiedene Laufzeitumgebung und läuft somit auf einem eigenen SAP-Kernel und hat auch abweichende, eigene Releasezyklen. Das aktuelle Release dieses Produktes nennt sich Banking Services from SAP 9.0. Darin finden sich nun die Hauptmodule SAP Geschäftspartner für Financial Services (dient der Speicherung und Verwaltung sämtlicher Kundeninformationen), Account-Management (Vertragsverwaltung für Konten, Kredite und Bankkarten), Master Contract Management (Verwaltung von Rahmenverträgen für Geschäftskunden einer Bank), DispoOffice (regelbasierte maschinelle und manuelle Disposition von Zahlungsposten), Sicherheitenverwaltung (die Verwaltung und Überwachung von Sicherheiten) und der Bank Analyzer (unterstützt die Gesamtbanksteuerung durch die Kalkulation, Bewertung und Analyse von Finanzprodukten).
Im Jahr 2000 war angedacht, die bei vielen deutschen Banken im Einsatz befindliche Core Banking Lösung KORDOBA von Siemens durch die SAP Bankenlösung Bank Account Management (BCA) abzulösen. Anstelle der SAP Lösung BCA entschied man sich für eine teilweise Neuentwicklung in Form des SAP Account Managements unter Verwendung von Teilen der alten BCA Lösung. Jedoch lehnten 2003 die Banken mehrheitlich die SAP Lösung als zu aufwendig und teuer ab. Die Postbank jedoch migrierte ihre 14 Kordoba Installationen (je eine pro Postbankstandort) auf die SAP Bankenplattform unter deutlicher Kostenreduktion.
Es folgten Lokalisierungen u. a. für die USA und Russland.
Parallel wurde der SAP Bank Analyzer (BA) entwickelt, da das Thema Risikomanagement Basel II für europäische Banken extrem wichtig war und insofern Marktpotential bot. Der Bank Analyzer wird grundsätzlich ebenfalls getrennt auf Basis von SAP Netweaver installiert (deployed).
Die SAP Payment Engine unterstützt den Zahlungsverkehr zwischen den Banken bzw. der Bundesbank. Auch die Payment Engine wird grundsätzlich ebenfalls getrennt auf Basis von SAP Netweaver installiert (deployed).
Die Firma IBS – Innovative Banking Solutions entwickelte diverse weitere Lösungsmodule für Banken zur Abrundung des Lösungsangebotes. 2010 übernahm SAP die IBS Lösung zur Steuerabwicklung und integrierte sie als SAP Capital Yield Tax Management in das eigene Portfolio. Auch Capital Yield Tax Management wird grundsätzlich ebenfalls getrennt auf Basis von SAP Netweaver installiert (deployed). Es bündelt die steuerrelevanten Daten aus BCA, CML und der SAP Bankenplattform sowie ggf. weiteren externen Systemen (Wertpapierdepotsystem, Eigenwicklung der Bank). Die Lösung kann jedoch auch in ein vorhandenes SAP-System (BCA, SAP Bankenplatform) installiert (deployed) werden.
Im Mai 2021 kündigte SAP den Bereich Financial Services an eine neu zu gründende Firma SAP Fioneer auszugründen. 600 SAP Mitarbeiter weltweit entschieden sich in das neue Unternehmen zu wechseln, das am 1. September 2021 seinen Betrieb aufnahm. Mitarbeiter in Deutschland konnten nach eigenem Ermessen in die neue Firma zu wechseln oder sich bei SAP beruflich neu zu orientieren. Der Kapitalinvestor Dediq bringt 500 Millionen EUR in das neue Unternehmen ein und hält 80 % der neuen Firma. SAP bringt vorhandene Software im Bereich Financial Services ein (SAP for Banking) und erhält dafür einen Anteil von 20 % an der neuen Firma. Ziel ist die Entwicklung einer Cloud basierten Lösung.
Zuvor war bekannt geworden, das die Deutsche Bank statt mit SAP zukünftig verstärkt mit Oracle zusammenarbeitet und die aus ihrer Sicht veraltete SAP-Software durch eine moderne Cloud basierte Lösung ablösen will. Die Deutsche Bank hatte die Postbank und damit die SAP Bankenplattform übernommen. Die Einführung der SAP Bankenplattform bei der Deutschen Bank scheiterte bzw. war bei der Deutschen Bank hoch umstritten. 2020 fiel die Entscheidung die Postbank auf die vorhandene alte IT Plattform der Deutschen Bank umzustellen. Die für den SAP Betrieb zuständige IT Tochter Postbank Systems wurde an Tata Consultancy Services abgegeben.
Die Software Lösung Kordoba der Firma FIS war schon im Jahr 2019 durch eine Cloud nativ Lösung namens Modern Banking Plattform abgelöst worden.